# NGC 7547
NGC 7547 (другие обозначения — PGC 70819, UGC 12453, MCG 3-59-13, ZWG 454.11, Arp 99, HCG 93C) — галактика в созвездии Пегас.
Этот объект входит в число перечисленных в оригинальной редакции «Нового общего каталога», а также включён в атлас пекулярных галактик.